# 楊春茂 (萬曆進士)
楊春茂（1568年—？），字本實，號景明，江西南昌府南昌县人，明朝政治人物。

## 生平
万历十六年（1588年）戊子科江西乡试第八十三名举人，三十五年（1607年）丁未科進士。都察院觀政，三十六年正月授邵武府推官，四十二年考选，四十七年授貴州道御史，云南巡按，天啓二年（1622年）养病。五年起复贵州道御史，應天巡按。

## 家庭
曾祖杨幼忠。祖父杨国器。父杨一元。母龔氏。永感下。兄春选。弟春芬、春述、春蓄、春先、春臺。